# Formação de Los Alamitos
A Formação Los Alamitos é uma formação geológica datada entre 83 e 65 milhões de anos atrás no Campaniano e Maastrichtiano do Cretáceo superior na província do Rio Negro, nordeste da Patagónia, Argentina. Quando se formou o ambiente dominante era lacustre, mais salobro do que duce, a águas foram oxigenadas, resultando num lago permanente e baixo. Restos de dinossauros estão entre os fósseis que foram recuperados na formação.

## Fauna

### Peixes
- Chondrichthyes
  - Batoidei
    - Batoidei indet.
- Osteichthyes
  - Teleostei
    - Siluriformes
      - Siluriformes indet.
      - Ariidae
        - Ariidae indet.

      - Diplomystidae
        - Diplomystidae indet.

    - Perciformes
      - Sparidae
        - Sparidae indet.

    - Percodei
      - Percoidei indet.

  - Gnathostomata
    - Lepisosteiformes
      - Atractosteus sp.
      - Lepisosteidae
        - Lepisosteidae indet.

      - Semionotidae
        - Lepidotes sp.

  - Gnathostomata
    - Ceratodontiformes
      - Ptychoceratodontidae
        - Ceratodus iheringi

### Anfíbios
- Amphibia
  - Anura
    - Pipidae
      - Xenopus sp.

    - Leptodactylidae
      - Leptodactylidae indet.

### Répteis
- Reptilia
  - Anapsida
    - Testudines
      - Meiolaniidae
        - Niolamia sp.

      - Chelidae
        - Chelidae informal indet. A
        - Chelidae informal indet. B
        - Chelidae informal indet. C
        - Chelidae informal indet. D

  - Squamata
    - Serpentes
      - Madtsoiidae
        - Alamitophis rionegrinus
        - Patagoniophis parvus
        - Rionegrophis madtsoioides

### Dinossauros
- Dinosauria
  - Saurischia
    - Sauropoda
      - Saltasauridae
        - Aeolosaurus sp.
        - Saltasauridae indet.

  - Ornithischia
    - Ornithopoda
      - Hadrosauridae
        - Kritosaurus australis
        - Hadrosaurinae indet.

### Mamíferos
- Mammalia
  - Allotheria
    - Triconodonta
      - Austrotriconodontidae
        - Austrotriconodon mckennai

  - Gondwanatheria
    -  Gondwanatheria indet.
      - Sudamericidae
        - Gondwanatherium patagonicum

      - Ferugliotheriidae
        - FerugliotheriumFerugliotherium windhauseni

  - Cladotheria
    - Dryolestida
      - Mesungulatidae
        - Mesungulatum houssayi

      - Dryolestidae
        - Groebertherium novasi
        - Groebertherium stipanicici